# Eranuhi Aslamazyan
Eranuhi ou Eran Aslamazyan, née le 15 avril 1910 dans un village de Bash-Shirak dans la région de Kars en Arménie, morte le 4 février 1998 à Moscou, est une artiste et graphiste arménienne. Elle était membre de l'Union des artistes de l'URSS et artiste émérite de la RSS d'Arménie.

## Biographie

### Jeunesse, famille
Eranuhi Aslamazyan est née le 15 avril 1910 dans le village de Bash-Shirak, dans la région arménienne de Kars. Son père Arshak Aslamazyan était un meunier bien connu qui, dans les années 1920, était reconnu comme koulak, et tous ses biens ont été progressivement confisqués par les autorités soviétiques.

### Formation
En 1924-1926, Eranuhi Aslamazyan a étudié à l'école de peinture de Leninakan, et en 1926-1928, elle a poursuivi ses études au Collège de production artistique d'Erevan. Peu de temps après l'obtention de son diplôme, Eranuhi Aslamazyan et sa sœur aînée Mariam ont déménagé à Moscou avec le soutien financier de leur sœur Anahit. Les deux sœurs ont postulé aux studios d'art et technique supérieurs de Vkutemas, mais seule Mariam y a été acceptée, et Eranuhi Aslamazyan est entrée dans l'atelier des peintres Vladimir Favorsky et Andrei Goncharov. La vie à Moscou était difficile pour les sœurs Aslamazyanes, et après un an, elles ont dû retourner à Erevan.
De retour à Erevan, Eranuhi Aslamazyan a commencé à travailler dans un jardin d'enfants et a conçu des décorations pour plusieurs centres en ville. Deux ans plus tard, elle a déménagé à Kharkiv pour étudier à l'institut d'art, puis a été transférée à l'Académie des Beaux-Arts de Leningrad. En 1931-1937, elle a étudié à l'Institut de peinture, de sculpture et d'architecture de l'Académie russe des Beaux-Arts et a obtenu son diplôme avec les honneurs.

### Carrière artistique
De 1938 à 1941, Eranuhi Aslamazyan a enseigné la peinture et la composition aux jeunes artistes à l'Institut des Beaux-Arts de Leningrad. À la fin des années 1930, Eranuhi Aslamazyan était déjà connue dans les cercles culturels soviétiques russes, elle était membre de l'Union des peintres de Leningrad et était constamment invitée à participer à des expositions à Moscou, Leningrad et Erevan.
Pendant la Seconde Guerre mondiale, elle crée des œuvres qui répondent aux exigences de l'époque. En 1945, Eranuhi Aslamazyan a reçu la Médaille Pour le travail vaillant dans la Grande Guerre patriotique 1941–1945.
En 1958, elle a commencé à travailler la technique de la céramique.
Eranuhi Aslamazyan a reçu la formation et le soutien financier de l'Union soviétique et, grâce à sa diplomatie délicate et à son attitude envers les autorités soviétiques, a réussi à voyager à travers le monde. Rien qu'entre 1959 et 1962, elle a visité la Belgique, la Hollande, l'Italie, la Turquie, l'Inde, Ceylan et l'Égypte.
Eranuhi Aslamazyan a reçu de nombreux prix et titres, y compris le titre d'artiste national de la RSS d'Arménie (1965), une médaille «Vétéran du travail» (1978) et un certificat honorifique des artistes de l'Union de la République sociale fédérative soviétique de Russie pour son travail actif et fondateur au Conseil de la Maison des Artistes.
En 1987, la galerie des sœurs Mariam et Eranuhi Aslamazyan a été créée à Gyumri, en Arménie. Les sœurs ont fait don de plus de 620 de leurs peintures, céramiques et œuvres graphiques originales à la galerie. Au XXIe siècle, la galerie des sœurs Mariam et Eranuhi Aslamazyan est l'un des sites culturels les plus populaires de Gyumri.
Les œuvres d'Eranuhi Aslamazyan font partie des collections permanentes de nombreux musées à Londres, Sofia, Berlin, Saint-Pétersbourg, Venise, Tokyo et Delhi. Sa première œuvre d'art proposée à une vente aux enchères était Still Life with Bananas chez MacDougall's en 2017 et elle est présentée dans le livre de Mariam et Eranuhi Aslamazyan Beloved Artists of the Soviet Union, une pièce du rapport EVN en 2020.
Eranuhi Aslamazyan était mariée et a eu une fille. Elle est morte le 4 février 1998 et est enterrée à Moscou.